# Percy Faith
Percy Faith (Toronto (Ontario), 7 april 1908 - Encino (Californië), 9 februari 1976) was een Amerikaans componist en orkestleider van Canadese afkomst.
Faith genoot zijn muzikale opleiding aan het conservatorium van Toronto. Aanvankelijk speelde hij piano, maar nadat zijn handen bij een brand ernstig verwond waren, kon hij niet langer pianospelen en legde zich toen toe op het dirigeren. Vanaf 1931 had hij een eigen orkest en werd hoofdarrangeur bij de CBC, voor wie hij van 1938 tot 1940 talrijke liveconcerten voor de radio dirigeerde. In 1940 emigreerde hij naar de VS en werd in 1945 tot Amerikaan genaturaliseerd. Hij maakte opnamen voor de Voice of America. Nadat hij een korte periode voor Decca Records had gewerkt, kwam hij voor Mitch Miller bij Columbia Records onder contract.
Hij was een vertegenwoordiger van de easylisteningmuziek, waarmee hij drie nummer 1-hits scoorde: Delicado (1952), Theme from Moulin Rouge (1953) en Theme from A Summer Place (1959). Tevens schreef hij veel filmmuziek.
Faith overleed op 67-jarige leeftijd aan de gevolgen van kanker en ligt begraven op Hillside Memorial Park Cemetery in Culver City.

## Werken (selectie)
- Love Me or Leave Me (1955), waarmee hij in 1956 een Oscarnominatie haalde
- Tammy Tell Me True (1961)
- I'd Rather Be Rich (1964)
- The Love Goddesses (1964)
- The Third Day (1965)
- The Oscar
- The Virginian, televisieserie (titelmuziek)
- Crunchy Granola Suite, origineel van Neil Diamond, was jarenlang tune bij Radio Veronica